# Kiawah Island
Kiawah Island es un pueblo ubicado en el condado de Charleston en el estado estadounidense de Carolina del Sur. El pueblo en el año 2000 tiene una población de 1.163 habitantes en una superficie de 35.1 km², con una densidad poblacional de 40.2 personas por km². 

## Geografía
Kiawah Island se encuentra ubicado en las coordenadas 32°36′34″N 80°5′52″O / 32.60944, -80.09778. Según la Oficina del Censo, el pueblo tiene un área total de 35,1 km² (13,6 mi²), de la cual 28,9 km² (11,2 mi²) es tierra y 6,2 km² (2,4 mi²) (17.58%) es agua.

### Localidades adyacentes
El siguiente diagrama muestra a las localidades en un radio de 20 kilómetros (12,4 mi) de Kiawah Island.

## Demografía
En el 2000 la renta per cápita promedia del hogar era de $76.114, y el ingreso promedio para una familia era de $83.829. El ingreso per cápita para la localidad era de $47.782. En 2000 los hombres tenían un ingreso per cápita de $60.938 contra $32.500 para las mujeres. Alrededor del 6.40% de la población estaba bajo el umbral de pobreza nacional. 